# 提爾森·布里托
提爾森·布里托（西班牙語：Tilson Brito，1972年3月28日—），多明尼加棒球运动员，曾經效力於美國職棒和韓國職棒，2006年底到2008年效力於中華職棒統一獅，中文登錄名「布雷」，守備位置為三壘手，他屢屢為中華職棒創下許多後人難以突破的紀錄，在中職豎立起屬於自己的「布雷障礙」，也因為他的恐怖長程砲火，台灣媒體封他為「轟天雷」。2009年退休後，在美國開設禮車出租公司，以在中華職棒的登錄名「布雷」將公司命名為「Pulle Transportation Ltc.」。

## 經歷
- 美國職棒多倫多藍鳥隊（小聯盟～大聯盟，1990年～1997年）
- 美國職棒奧克蘭運動家隊（大聯盟，1997年）
- 美國職棒西雅圖水手隊（小聯盟，1998年）
- 美國職棒芝加哥白襪隊（小聯盟，1999年）
- 美國職棒底特律老虎隊（小聯盟，2000年）
- 韓國職棒SK飛龍隊（2000年～2001年，2004年）
- 韓國職棒三星獅隊（2002年～2003年）
- 韓國職棒韓華老鷹隊（2005年）
- 墨西哥聯盟Veracruz Rojos Aguilas（2005年～2006年）
- 中華職棒統一獅隊（2006年～2008年）

## 特殊事蹟
- 2006年8月22日對戰興農牛隊擊出2分打點全壘打，為中職生涯首轟。
- 2007年6月22日對戰興農牛隊，於本季第46場出賽擊出16支全壘打，打破怪力男出賽52場擊出16支全壘打的最快16轟紀錄。
- 2007年上半季共擊出16支全壘打，打破蓋達2005年上半季15轟的上半季最多全壘打紀錄。
- 2007年5、6月皆擊出7支全壘打，成為中華職棒首位連續兩個月擊出7支全壘打的球員；6月單月擊出7支全壘打，也成為中華職棒史上6月份擊出最多全壘打的球員。
- 2007年7月1日對戰中信鯨隊，於本季第52場出賽擊出18支全壘打，打破怪力男出賽55場擊出18支全壘打的最快18轟紀錄。
- 2007年7月3日對戰La New熊隊，於本季第53場出賽擊出19支全壘打，打破奧力偉出賽59場擊出19支全壘打的最快19轟紀錄。
- 2007年7月4日對戰La New熊隊，於本季第54場出賽擊出20支全壘打，打破奧力偉出賽59場擊出20支全壘打的最快20轟紀錄。
- 2007年7月5日對戰中信鯨隊，於本季第55場出賽擊出21支全壘打，打破奧力偉出賽62場擊出21支全壘打的最快21轟紀錄，同時創下最少打席打出21轟的新紀錄。
- 2007年7月6日對戰中信鯨隊，於本季第56場出賽擊出22支全壘打，創下最少場次（56場）與最少打席（252打席）打出22轟的新紀錄。
- 2007年7月10日對戰誠泰COBRAS隊，於本季第57場出賽擊出23支全壘打，創下最少場次擊出23轟的新紀錄。
- 2007年6月24日～7月10日，創下中華職棒連續10場有安打、打點、得分的新紀錄。
- 2007年6月30日～7月10日，創下中華職棒連續7場擊出全壘打的新紀錄。
- 2007年7月15日對戰兄弟象隊，於本季第60場出賽擊出24支全壘打，創下最少場次24轟的新紀錄，並成為中華職棒首位連續3個月單月全壘打數達到7發以上的打者。
- 2007年7月19日對戰兄弟象隊，於本季第61場出賽擊出第25支全壘打，創下最少場次25轟的新紀錄。
- 2007年7月31日對戰中信鯨隊，於本季第66場出賽擊出第26支全壘打，打破羅得出賽81場擊出26支全壘打的新紀錄。
- 2007年8月3日對戰興農牛隊，於本季第69場出賽擊出第27支全壘打，打破羅得出賽85場擊出27支全壘打的新紀錄。
- 2007年8月23日對戰La New熊隊，於本季第73場出賽擊出第28支全壘打，創下最少場次28轟的新紀錄，並刷新獅隊隊史單季最多轟紀錄。
- 2007年9月12日對戰La New熊隊，於本季第83場出賽擊出第29支全壘打，打破鷹俠出賽98場擊出29支全壘打的新紀錄。
- 2007年10月5日從誠泰COBRAS隊投手林敬民手中敲出第32轟，成為中華職棒單季最多全壘打的打者，並將記錄堆高至33轟（2015年被高國輝以單季39轟打破紀錄）
- 2007年10月9日對戰La new熊隊擊出該季第107分打點，成為聯盟最多打點新紀錄。（2015年被林益全以單季126分打點打破）
- 2008年3月16日職棒19年開幕戰獲得3次四壞球保送，刷新開幕戰單人最多四壞球紀錄。
- 2008年4月13日對戰米迪亞暴龍隊，與陳連宏、郭岱琦於第六局擊出單局三支全壘打紀錄。
- 2008年4月25日對戰兄弟象隊敲出統一7-ELEVEn獅隊隊史第1000支全壘打。
- 2008年5月23日對戰擊出中華職棒生涯第50支全壘打，以162場、727打席成為最快50轟紀錄，打破陳金鋒在4月26日所創的紀錄。
- 2008年5月28日擊出中華職棒生涯第一支再見安打。
- 2008年8月3日對戰La new熊隊敲出中華職棒生涯第一支滿貫全壘打。
- 2008年9月24日對戰中信鯨隊敲出中華職棒生涯第一支三壘安打。

## 職棒生涯成績

### 美國職棒
| 年度 | 球隊         | 出賽 | 打數 | 安打 | 全壘打 | 打點 | 盜壘 | 四死球 | 三振 | 壘打數 | 雙殺打 | 打擊率 |
| ---- | ------------ | ---- | ---- | ---- | ------ | ---- | ---- | ------ | ---- | ------ | ------ | ------ |
| 1996 | 多倫多藍鳥   | 26   | 80   | 19   | 1      | 7    | 1    | 13     | 18   | 29     | 0      | .238   |
| 1997 | 多倫多藍鳥   | 49   | 126  | 28   | 0      | 8    | 1    | 11     | 28   | 31     | 2      | .222   |
| 1997 | 奧克蘭運動家 | 17   | 46   | 13   | 2      | 6    | 0    | 1      | 10   | 23     | 0      | .283   |
| 合計 | 2年          | 92   | 252  | 60   | 3      | 21   | 2    | 25     | 56   | 83     | 2      | .238   |

### 韓國職棒
| 年度 | 球隊   | 出賽 | 打數 | 安打 | 全壘打 | 打點 | 盜壘 | 四死球 | 三振 | 壘打數 | 雙殺打 | 打擊率 |
| ---- | ------ | ---- | ---- | ---- | ------ | ---- | ---- | ------ | ---- | ------ | ------ | ------ |
| 2000 | SK飛龍 | 103  | 405  | 137  | 15     | 70   | 3    | 42     | 55   | 216    | 8      | .338   |
| 2001 | SK飛龍 | 122  | 422  | 135  | 22     | 80   | 7    | 81     | 53   | 228    | 12     | .320   |
| 2002 | 三星獅 | 128  | 481  | 136  | 25     | 90   | 1    | 56     | 84   | 240    | 10     | .283   |
| 2003 | 三星獅 | 102  | 380  | 97   | 20     | 58   | 2    | 41     | 58   | 176    | 8      | .255   |
| 2004 | SK飛龍 | 102  | 368  | 96   | 13     | 50   | 0    | 49     | 57   | 153    | 5      | .261   |
| 2005 | 韓華鷹 | 78   | 287  | 82   | 17     | 43   | 0    | 19     | 45   | 147    | 11     | .286   |
| 合計 | 6年    | 635  | 2343 | 683  | 112    | 391  | 13   | 288    | 352  | 1160   | 54     | .292   |

### 中華職棒
- (粗黑體字為該年度最佳或最高成績)

| 年度 | 球隊   | 出賽 | 打數 | 安打 | 全壘打 | 打點 | 得分 | 盜壘 | 四死 | 被三振 | 壘打數 | 雙殺打 | 打擊率 | 上壘率 | 長打率 | 整體攻擊指數 |
| ---- | ------ | ---- | ---- | ---- | ------ | ---- | ---- | ---- | ---- | ------ | ------ | ------ | ------ | ------ | ------ | ------------ |
| 2006 | 統一獅 | 28   | 103  | 29   | 9      | 25   | 20   | 0    | 15   | 16     | 63     | 3      | 0.282  | 0.370  | 0.612  | 0.982        |
| 2007 | 統一獅 | 99   | 399  | 125  | 33     | 107  | 94   | 1    | 54   | 44     | 245    | 11     | 0.313  | 0.393  | 0.614  | 1.007        |
| 2008 | 統一獅 | 96   | 361  | 119  | 24     | 102  | 90   | 0    | 52   | 39     | 219    | 8      | 0.330  | 0.407  | 0.607  | 1.014        |
| 合計 | 3年    | 223  | 863  | 273  | 66     | 234  | 204  | 1    | 121  | 99     | 527    | 22     | 0.316  | 0.396  | 0.611  | 1.007        |

## 外部連結
- 提爾森·布雷托在美國職棒官網（英语）
- 提爾森·布雷托在中華職棒官網
- 提爾森·布雷托在Baseball-Reference.com（大聯盟）（英语）
- 提爾森·布雷托在Baseball-Reference.com（小聯盟以及海外聯盟）（英语）
- 提爾森·布雷托在ESPN（MLB）（英语）
- 提爾森·布雷托在FanGraphs.com（英语）
- 提爾森·布雷托在Retrosheet（英语）
- 提爾森·布雷托在The Baseball Cube（英语）
- 提爾森·布里托在台灣棒球維基館上的頁面（繁體中文）

| 前任： 張泰山 | 中華職棒全壘打王 2007年－2008年             | 繼任： 林智勝 |
| 前任： 陳金鋒 | 中華職棒打點王 2007年－2008年               | 繼任： 林益全 |
| 前任： 張泰山 | 中華職棒最佳十人獎（三壘手） 2007年－2008年 | 繼任： 威納斯 |
| 前任： 謝佳賢 | 中華職棒全壘打大賽冠軍 2008年               | 繼任： 林智勝 |